# جاکالوپ
جاکالوپ (به انگلیسی: Jakalope) گروهٔ موسیقی ایندی پاپ/راک می‌باشد که در سال ۲۰۰۳ توسط موسیقی‌دان اینداستریال و تهیه‌کننده دیو «ریو» اوگیلوی به‌وجود آمد و نامش برگرفته از موجود افسانه‌ای جاکالوپ است.

## ترانه‌شناسی

### آلبوم‌ها
- آن رؤیا می‌بیند (۲۰۰۴)
- زاده‌شده برای (۲۰۰۶)
- چیزهایی که شب‌ها عصبانی می‌شوند (۲۰۱۰)

### تک‌آهنگ‌ها
- «زندگی زیبا» (۲۰۰۴)
- «احساسش کن» (۲۰۰۵)
- «گمشو» (۲۰۰۵)
- «وارونه (و من سقوط می‌کنم)» (۲۰۰۶)
- «عمیق چال کردن» (۲۰۰۶)
- «گواه» (۲۰۱۰)